# Loena 19
Loena 19 (Russisch: Луна-19) was een onbemande ruimtevlucht van het Sovjet Loenaprogramma. Loena 19 breidde het systematische onderzoek van de zwaartekrachtvelden uit tot onderzoek naar de mascons (massa concentraties) en hun locatie. 
Loena 19 deed ook onderzoek naar de straling in de omgeving van de Maan, de gamma-activiteit van het maanoppervlak en de zonnewind. Ook werden fotografische beelden via een televisiesysteem verkregen.
Loena 19 was de eerste van de verder ontwikkelde maansatellieten waarvan het ontwerp gebaseerd was op dezelfde Ye-8-klasse romp als die gebruikt werd voor de maanwagentjes en de missies om maanstof naar aarde te brengen. Voor de satellieten, met de naam Ye-8LS, werd de lander vervangen door een Loenochod maanwagentje zonder wielen die alle instrumenten bevatte in een container, waarin druk werd gehandhaafd.
Loena 19 werd 28 september 1971 gelanceerd en werd van deze baan naar de Maan gezonden. Loena 19 kwam op 2 oktober 1971 na twee koerscorrecties op 29 september en 1 oktober in een circulaire baan rond de maan van 140 x 140 km met een inclinatie van 40,58°.
Spoedig daarna begon het ruimteschip zijn belangrijkste opdracht: foto’s maken, panoramafoto’s van het bergachtige  gebied tussen 30 en 60 graden Zuiderbreedte en tussen 20 en 80 graden Oosterlengte. Ander onderzoek vond plaats naar de vorm en kracht van het zwaartekracht van de maan en waar zich mascons zich bevonden. Verduisteringsproeven in mei en juni 1972 stelden wetenschappers in staat om de concentratie van geladen deeltjes op een hoogte van 10 kilometer vast te stellen.
Aanvullend onderzoek naar de zonnewind werd gecoördineerd met metingen door de Mars 2 en Mars 3 satellieten en Venera 7 en Venera 8. De communicatie met Loena 19 werd beëindigd tussen 3 en 20 oktober 1972, na een jaar gewerkt te hebben en meer dan 4000 banen rond de Maan.